# Оливейра, Жозе Луис де
Жозе Луис де Оливейра (порт.-браз. José Luiz de Oliveira; 16 ноября 1904, Рио-де-Жанейро — неизвестно), более известный под именем Зе Луис (порт.-браз. Zé Luiz) — бразильский футболист, защитник. Участник первого чемпионата мира, где сыграл один матч с Боливией. Играл за клубы «Палестра Италия» и «Сан-Кристован», в котором выиграл единственный для клуба из Рио-де-Жанейро до сих пор чемпионский титул.

## Международная статистика
| Матчи Зе Луиса за сборную Бразилии | Матчи Зе Луиса за сборную Бразилии | Матчи Зе Луиса за сборную Бразилии | Матчи Зе Луиса за сборную Бразилии | Матчи Зе Луиса за сборную Бразилии | Матчи Зе Луиса за сборную Бразилии | Матчи Зе Луиса за сборную Бразилии |
| ---------------------------------- | ---------------------------------- | ---------------------------------- | ---------------------------------- | ---------------------------------- | ---------------------------------- | ---------------------------------- |
| №                                  | Дата                               | Место проведения                   | Оппонент                           | Счёт                               | Голы                               | Турнир                             |
| 1                                  | 20 июля 1930                       | Монтевидео                         | Боливия                            | 4:0                                | —                                  | Чемпионат мира                     |
| 2                                  | 10 августа 1930                    | Рио-де-Жанейро                     | Югославия                          | 4:1                                | —                                  | Товарищеский матч                  |
| 3                                  | 17 августа 1930                    | Рио-де-Жанейро                     | США                                | 4:3                                | —                                  | Товарищеский матч                  |

## Достижения
- Чемпион штата Рио-де-Жанейро: 1926